# NBA
National Basketball Association (kratica NBA - Nacionalna košarkarska zveza) je najpomembnejša zveza profesionalne košarke v ZDA. V zvezi nastopa 30 ekip, ena od teh je kanadska. NBA je ena od štirih glavnih profesionalnih severnoameriških lig. Liga je bila ustanovljena v New Yorku, 6. junija 1946.

## Klubi
Na začetku je 11 klubov tekmovalo v NBA, kasneje pa se je z razširitvami oblikovala liga s tridesetimi klubi. 29 klubov je iz ZDA in 1 klub iz Kanade
Trenutno liga obsega 30 klubov, ki so razvrščeni v Vzhodno konferenco in Zahodno konferenco. Vsaka konferenca vsebuje tri divizije in vsaka divizija vsebuje pet klubov.

## Seznam zmagovalcev posameznih sezon po številu naslovov
| Ekipa                                     | Št. naslovov | Leto |
| ----------------------------------------- | ------------ | --- |
| Boston Celtics                            | 18           | 1957, 1959, 1960, 1961, 1962, 1963, 1964, 1965, 1966, 1968, 1969, 1974, 1976, 1981, 1984, 1986, 2008, 2024 |
| Minneapolis/Los Angeles Lakers            | 17           | 1949, 1950, 1952, 1953, 1954, 1972, 1980, 1982, 1985, 1987, 1988, 2000, 2001, 2002, 2009, 2010, 2020       |
| Philadelphia/Golden State Warriors        | 7            | 1947, 1956, 1975, 2015, 2017, 2018, 2022                                                                   |
| Chicago Bulls                             | 6            | 1991, 1992, 1993, 1996, 1997, 1998                                                                         |
| San Antonio Spurs                         | 5            | 1999, 2003, 2005, 2007, 2014                                                                               |
| Syracuse Nationals/Philadelphia 76ers     | 3            | 1955, 1967, 1983                                                                                           |
| Detroit Pistons                           | 3            | 1989, 1990, 2004                                                                                           |
| Miami Heat                                | 3            | 2006, 2012, 2013                                                                                           |
| New York Knicks                           | 2            | 1970, 1973                                                                                                 |
| Houston Rockets                           | 2            | 1994, 1995                                                                                                 |
| Milwaukee Bucks                           | 2            | 1971, 2021                                                                                                 |
| Baltimore Bullets                         | 1            | 1948 |
| Rochester Royals/Sacramento Kings         | 1            | 1951 |
| St. Louis/Atlanta Hawks                   | 1            | 1958 |
| Portland Trail Blazers                    | 1            | 1977 |
| Washington Bullets/Wizards                | 1            | 1978 |
| Seattle SuperSonics/Oklahoma City Thunder | 1            | 1979 |
| Dallas Mavericks                          | 1            | 2011 |
| Cleveland Cavaliers                       | 1            | 2016 |
| Toronto Raptors                           | 1            | 2019 |
| Denver Nuggets                            | 1            | 2023 |